# Christina Aguilera (album)
Christina Aguilera este primul album de studio al cântăreței americane Christina Aguilera, lansat pe 24 august 1999 sub egida casei de discuri RCA Records. Materialul a cucerit clasamentele de specialitate din țările anglofone, a fost comercializat în peste șaisprezece milioane de exemplare pe plan internațional și a fost inclus de către revista Billboard în ierarhia celor mai bune 100 albume ale anilor 2000. De asemenea, criticii i-au oferit materialului recenzii favorabile spunând că „Aguilera nu are numai carismă, ea chiar poate cânta și are abilitatea de a da credibilitate pieselor sale”. Totuși, au existat și reacții negative – editorii Rolling Stone s-au declarat impresionați de abilitățile vocale ale interpretei, însă au criticat dur versurile și stilul muzical abordat. Piese ritmate precum „Genie in A Bottle”, „What a Girl Wants” sau „Come on Over” au fost extrase pe disc single și au câștigat prima poziție în celebrul top Billboard Hot 100, iar balada „I Turn to You” a fost promovată pentru a demonstra diversitatea stilistică a albumului de proveniență. La începutul anului 2000 Aguilera avea să primească premiul Grammy la categoria „Cel mai bun artist debutant”, printre ceilalți nominalizați numărându-se Britney Spears și Macy Gray.

## Conținut
Ediția standard
1. „Genie in a Bottle” — 3:39
2. „What a Girl Wants” — 3:52
3. „I Turn to You” — 4:33
4. „So Emotional” — 4:00
5. „Come on Over Baby (All I Want Is You)” — 3:09
6. „Reflection” — 3:33
7. „Love for All Seasons” — 3:59
8. „Somebody's Somebody” — 5:03
9. „When You Put Your Hands on Me” — 3:35
10. „Blessed” — 3:05
11. „Love Will Find a Way” — 3:56
12. „Obvious” — 3:58